# Jaroslav Kulač
Jaroslav Kulač (29. května 1887 Ratenice – 25. srpna 1970 Šestajovice) byl český katolický kněz, kanovník svatovítské kapituly, prelát Vojenského a špitálního řádu sv. Lazara Jeruzalémského, publicista a redaktor.

## Život
Na kněze vystudoval v Římě, kde byl také 24. února 1912 vysvěcen. Po návratu z Říma působil v pražské arcidiecézi a v roce 1932 se stal kanovníkem pražské metropolitní kapituly. Od roku 1937 byl prelátem Vojenského a špitálního řádu sv. Lazara Jeruzalémského. V létě roku 1950 byl zatčen komunistickou státní mocí a 2. prosince 1950 odsouzen v procesu Zela a spol. do vězení na 17 let. Po propuštění v roce 1960 žil u příbuzných a měl zákaz kněžského působení. Rehabilitován byl 18. června 1969 zvláštím senátem Městského soudu v Praze. Pochován je na hřbitově v Ratenicích.

## Dílo
Kromě kněžské služby byl aktivním překladatelem z italštiny.